# Navarra Hoy
Navarra Hoy fue un periódico diario editado en Pamplona (Navarra) entre los años 1982 y 1994.
Publicó su primer número el 23 de mayo de 1982, tras el cierre de El Pensamiento Navarro. En el momento de su lanzamiento en Navarra no existía otro periódico que Diario de Navarra, de línea conservadora y navarrista, por lo cual los editores de Navarra Hoy pretendían dirigirse a un público progresista y vasquista. Su tirada fue siempre mucho más modesta que la de su competidor, alcanzando su momento álgido en 1984, dos años después de su salida al mercado, consiguiendo su mayor difusión con un total de 14.556 ejemplares diarios; en el momento de su cierre la tirada media diaria era de 10.500 ejemplares.
Fue dirigido por Alfonso Ventura Vázquez, José Antonio Montón, Xabier Zabaleta Basurto, José Arrieta y Juan Pedro Bator.

## Historia
La trayectoria de Navarra Hoy está marcada por sus problemas económicos, que nunca logró superar. Salió al mercado en 1982 con una plantilla de trabajadores reducida y con unos medios tecnológicos bastante escasos que provenían del Diario de Asturias, desaparecido por aquellas fechas. Su primer director fue Alfonso Ventura Vázquez, que también había dirigido La Hoja del Lunes de Bilbao y Deia. Al año siguiente fue sustituido por José Antonio Monzón, que vivió tanto el momento álgido del diario como su inmediata crisis posterior. En esta etapa Navarra Hoy se acercó en lo ideológico al PSN-PSOE, recibiendo una subvención de 40 millones de pesetas del Gobierno de Navarra presidido por Gabriel Urralburu.
En noviembre de 1986 la dirección recae en Xabier Zabaleta Basurto, que realizó una modernización formal del diario. Tras una breve dirección de carácter interino por parte de José Arrieta, en abril de 1990 el diario pasa a manos de Juan Pedro Bastor y la empresa queda legalmente constituida como una sociedad anónima laboral. Pese a ser la etapa marcada por los cambios más profundos con la intención de poder mantenerse en el mercado, la situación económica no mejoró e incluso fue empeorando. En julio de 1993 todos los activos del diario pasaron a ser propiedad de Zeroa Multimedia, que se propuso poner en marcha un nuevo proyecto informativo.
El 21 de febrero de 1994 Navarra Hoy cerró definitivamente, aunque su rotativa y parte de su plantilla pasaron al nuevo periódico Diario de Noticias.